# Итальянское Возрождение
Итальянское Возрождение или Итальянский Ренессанс (итал. Rinascimento [rinaʃʃiˈmento]) — важнейшая эпоха в истории Италии, заложившая основы новой европейской культуры.
Италия была первой европейской страной (несмотря на то, что целостное государственное образование сложилось только в XIX веке), которой европейские народы обязаны великим переменам и достижениям в самых разных областях человеческой деятельности. Эпоха Возрождения началась в Италии в XIV веке, в период проторенессанса, или треченто (культуры 1300-х годов) и продолжалась вплоть до XVI века, ознаменовав переход от средневековой к современной Европе. Расцвет ренессансной культуры приходится на XV—XVI века, в котором выделяют Высокое Возрождение (с конца 1490-х годов до первой четверти XVI века). В странах Центральной и Северной Европы эпоха Возрождения наступила позднее и приобрела специфические черты. Таковы Северное Возрождение и Французский Ренессанс.

## Происхождение термина
Итальянское слово «rinàscita» встречается в «Комментариях» Лоренцо Гиберти (I Commentari, 1452—1455), книге о художниках его времени, откуда это слово заимствовал Джорджо Вазари, составивший «Жизнеописания наиболее знаменитых живописцев, ваятелей и зодчих» (1550). Вазари отметил этим словом деятельность своих предшественников, художников начала XVI века, «после долгих лет упадка в период средневековья и варварства». Он писал «о пелене, которая заволокла умы людей» и которая неожиданно «то ли Божьей милостью, то ли под воздействием звёзд спала» и художники вдруг увидели «истинно прекрасное». По его определению, «возрождение — это возвращение человека к своему естественному гармоничному состоянию в отношениях с природой». Поэтому «природа — это образец, а древние — школа». Время, предшествующее Возрождению гуманисты называли «темными веками».
В 1855 году французский историк Жюль Мишле дал «кальку» итальянского термина в заглавии седьмого тома «Истории Франции». В 1860 году был опубликован труд швейцарского историка Якоба Буркхардта «Культура Италии в эпоху Возрождения» (Die Kultur der Renaissance in Italien). С тех пор слова «возрождение» и «ренессанс» стали синонимами и общепринятыми для обозначения переломной эпохи в истории культуры. Однако в русскоязычной традиции не общепринято, но преимущественно используют слово «возрождение» в общем значении и в отношении итальянской культуры, а «ренессанс» — чаще в отношении культуры Франции.

## Идейные основания культуры Итальянского Возрождения
Отличительная черта эпохи Возрождения — светский характер культуры, её гуманизм и антропоцентризм, возросший интерес к античности. Формирование новой ренессансной идеологии происходило в Италии при отсутствии целостного государства и междоусобных войн в обстановке борьбы городов-республик за экономическую и политическую независимость и свободы творческой личности. Тем не менее, традиционному тезису о решающем значении экономических факторов: расширения торговли и товарно-денежных отношений, развития мануфактурного производства, в настоящее время придаётся всё меньшее значение. Перелом в духовной культуре возник в результате естественной эволюции религиозного мировоззрения и расширения представлений об окружающем мире. В отношении искусства очевидно, что античность средневековые мастера знали и раньше и даже использовали формы античного искусства в своих произведениях, но, согласно определению Вазари, их искажали и «только в Италии конца XV— начала XVI века произошла контаминация — органичное слияние прекрасных форм, созданных в античности, с новыми идеями христианского гуманизма и пантеизма».

## Искусство Итальянского Возрождения
Самыми известными достижениями итальянского Возрождения являются произведения изобразительного искусства и архитектуры. В эту эпоху начинается процесс размежевания видов искусства и формирования жанровой структуры произведений. Помимо художественного творчества этот период характеризуется выдающимися достижениями в литературе, музыке, философии и в различных видах наук. В конце XV века Италия ещё не представляла собой отдельного государства, но деятельность выдающихся итальянцев оказалось непревзойденной вплоть до 1600-х годов. В эпоху Возрождения Италия была разделена на малые города-государства и княжества. Итальянское Возрождение началось в Тоскане (Центральная Италия), с центром в городе Флоренция, незначительно затронуло Венецию, где ощущалось влияние античности через посредство Византии. Наивысшие достижения художников Возрождения связаны с Римом, поскольку именно в Вечном городе они могли ощутить непосредственное воздействие наследия античной культуры. Итальянское Возрождение достигло своего пика в начале XVI века, а затем, во времена иностранных вторжений, которые ввергли Италию в хаос итальянских войн, сменилось искусством маньеризма и барокко. Однако идеалы эпохи Возрождения пережили свое время и распространились по всей Европе, оказав значительное влияние на Северное Возрождение и последующую эпоху Просвещения.
Широко известны культурные достижения Итальянского Ренессанса. Описание литературы эпохи Возрождения обычно начинают с творчества Франческо Петрарки. В стихотворном сборнике сонетов Canzoniere Петрарка воспевает свою любовь к Лауре, свою скорбь по поводу потери возлюбленной. Известен его современник Боккаччо, автор сборника новелл «Декамерон», посвященного теме любви в разных её видах. Известные поэты XV века: Луиджи Пульч (автор Морганте), Боярдо, Маттео Мария (Влюблённый Роланд), Лудовико Ариосто («Неистовый Роланд»). В XV веке работали такие писатели, как поэт Полициано и философ неоплатоник Марсилио Фичино, который сделал обширные переводы с латыни и греческого. В начале XVI века писатель Кастильоне (Книга Царедворца) изложил свое видение идеального джентльмена и леди. Итальянский мыслитель и философ Макиавелли выступал сторонником сильной государственной власти. Для её укрепления он допускал применение любых средств, что выразил в своем известном труде «Государь», опубликованном в 1532 году.
Итальянская живопись эпохи Возрождения оказывала доминирующее влияние на европейскую живопись на протяжении столетий. В это время там работали такие художники, как Джотто ди Бондоне, Мазаччо, фра Анджелико, Пьеро Делла Франческа, Доменико Гирландайо, Перуджино, Микеланджело, Рафаэль Санти, Сандро Боттичелли, Леонардо да Винчи и Тициан.
Архитектура итальянского Возрождения известна по работам архитекторов Филиппо Брунеллески, Леона Баттиста Альберти, Андреа Палладио и Донато Браманте. Среди их работ — Кафедральный собор Флоренции, Собор Святого Петра в Риме, кафедральный собор Темпио Малатестиано в Римини, множество великолепных особняков.

## Истоки и предпосылки

### Северная и центральная Италия в позднем Средневековье
По мере того, как в Италии приближалась эпоха Возрождения, один кризис за другим вторгался в жизнь Западной Европы. В XIII веке потерпела неудачу серия религиозных Крестовых походов, направленных на «освобождение» в Иерусалиме (с Гроба Господня) от турок-сельджуков. Ослабевала власть императора Священной Римской империи, которая была основана в X веке королем Оттоном I Великим. Во второй половине XIII века империя теряет власть над Италией. Церковь, которая никогда не была так сильна, как в средние века, начала постепенно утрачивать свою незыблемость и монолитность. Тревожным симптомом явилось так называемое «Авиньонское пленение пап» (1309—1377), когда нажимом французского короля папская резиденция была перенесена из Рима на юг Франции, в Авиньон. Для современников Рим был не только географическим понятием, с ним связывалась идея вечности и незыблемости как церковной столицы, так и всей христианской церкви. Подошли времена «Великого раскола», ознаменованного ожесточенными раздорами в самой папской курии. После Великого раскола произошло окончательное разделение Церкви на Римско-католическую церковь на Западе с центром в Риме и Православную — на Востоке с центром в Константинополе. Приближалась Реформация, направленная на реформирование католического христианства в соответствии с Библией.
В позднем Средневековье (около 1300 и ранее) регион Лацио, бывший центром Римской империи и Южная Италия были в целом беднее, чем города на севере Италии. Рим был городом древних руин, Папская область была слабо организована и уязвима для внешнего вмешательства со стороны Франции, а позднее и Испании. Средняя Италия была отсталым, в основном земледельческим районом.
Сицилия какое-то время была под иностранным господством, там хозяйничали арабы, затем норманны. В Сицилии на протяжении 150 лет процветал Сицилийский эмират, а спустя два столетия во время там было Норманнское королевство, затем Королевство Гогенштауфенов.
Северные и Центральные районы Италии были более богатыми, чем южные. Этот регион был одним из самых богатых в Европе. В Крестовых походах были установлены прочные торговые связи с Левантом (страны восточной части Средиземного моря — Сирия, Ливан, Израиль, Иордания, Палестина, Египет, Турция), а четвертый крестовый поход сделал многое, чтобы уничтожить Византийскую Римскую империю, как соперника венецианцев и Генуэзцев.
В условиях феодальной раздробленности Италии, при отсутствии единого государственного центра, особая роль выпала на долю экономически развитых, достигших высокого культурного подъёма городов.
Основные торговые пути с востока проходили через Византийскую империю, или Арабские земли и далее в порты Генуя, Пиза и Венеция. Роскошные товары купленные в Леванте, например, специи, красители и шелка, завозились в Италию, затем перепродавались по всей Европе.
Города-государства наживались также на использовании богатых сельскохозяйственных земель в долине реки По. На Шампанских ярмарках закупались такие товары, как шерсть, пшеница, драгоценные металлы из Франции и Германии. Обширная торговля велась со странами от Египта до Балтийского региона.
Торговля в Северной Италии делала страну процветающим государством. Флоренция стала одним из богатейших городов Северной Италии, благодаря её шерстяной текстильной продукции, производимой под контролем торговой гильдии Арте Делла Лана (Arte della Lana).
Итальянские торговые пути, проходившие по всему Средиземноморью и за его пределами являлись важными проводниками культуры и знаний. Ученые, которые мигрировали в Италию во время и после Османских завоеваний Византии в 12—15-м веках, проводили лингвистические исследования эпохи Возрождения в недавно созданной академии во Флоренции и Венеции. Ученые гуманисты разыскивали в монастырских библиотеках древние рукописи, ими были восстановлены труды Тацита и других латинских авторов.

### Тринадцатый век
В XIII веке в большей части Европы наблюдался значительный экономический рост. Торговые пути из итальянских государств связывали порты Средиземноморья с портами стран Ганзейского Союза — балтийского и северных регионов Европы. Экономика Итальянских городов-государств за этот период выросла настолько, что города де-факто становились полностью независимыми от Священной Римской империи. В этот период в экономике итальянских государств развивалась современная инфраструктура с акционерными обществами, международной банковской системой, валютным рынком и страхованием. Флоренция стала центром финансовой системы, а её золотой флорин стал основной валютой в региональной международной торговле.
В Европе в Средние века господствовал новый меркантильный правящий класс, который накопил свои богатства путем эксплуатации трудящихся. Особенностью Высокого Средневековья в Северной Италии был расцвет городских коммун, вышедших из-под контроля епископов и местных графов. Упадок феодализма и рост городов оказывали влияние друг на друга; так, спрос на предметы роскоши привел к увеличению товарооборота, что привело к увеличению числа богатых торговцев, которые, в свою очередь, требовали более дорогих товаров. В этой атмосфере излишеств возникла потребность в создании визуальных символов богатства, дающих возможность показывать окружающим свой достаток и вкус.
Эти перемены позволяли торговцам осуществлять контроль над правительствами итальянских городов-государств, что в свою очередь приводило к расширению производства. Существовавшие в северных районах страны средневековые законы (против ростовщичества, запреты на торговлю с нехристианами) мешали развитию торговли. В городах-государствах Италии эти законы были отменены или изменены.

### Четырнадцатый век
В XIV веке произошел ряд катастроф, которые привели Европейскую экономику к рецессии. В это время закончился средневековый теплый период и начался малый Ледниковый период. Изменение климата повлияло на сельскохозяйственное производство. Уменьшились урожаи, что приводило к голоду, усугубляющемуся быстрым ростом населения. Столетняя война между Англией и Францией подорвала торговлю по всей Северо-Западной Европе, особенно когда в 1345 году, король Англии Эдуард III отказался от своих долгов, что привело к банкротству двух крупнейших Флорентийских банков Барди и Перуцци. Война на востоке нарушила торговые пути, Османская империя начала расширяться по всему региону. Наиболее разрушительное влияние оказала черная смерть, которая косила население густонаселенных городов Северной Италии. Во Флоренции, например, от чумы население в 45,000 снизилось в течение следующих 47 лет на 25—50 %.
Именно в этот период нестабильности в Италии жили мастера Возрождения Данте и Петрарка. Ростки искусства эпохи Возрождения появились в реализме Джиотто. Как это ни парадоксально, некоторые из этих бедствий способствовали зарождению эпохи Возрождения. Черная смерть выкосила треть населения Европы. В результате дефицита рабочей силы происходило увеличение заработной платы, люди стали тратить больше денег на предметы роскоши. В начале XV века заболеваемость Бубонной чумой в Европе начала снижаться, население вновь начало расти. Новый спрос на товары и услуги привел к росту количества банкиров, торговцев, квалифицированных ремесленников. Ужасы Чёрной смерти и неспособность Церкви оказывать действенную помощь приводили к снижению влияния церкви на население. Развал банков Барди и Перуцци открыл семейству Медичи путь к правлению во Флоренции.
Войны в конце XIV века между Флоренцией и Миланом сплотили народ. Люди представляли войны, как конфликты между свободными Республиками и деспотическими монархиями, между идеалами Греческой и Римской Республиками и Римской империей и средневековыми царствами. Важной фигурой в разработке идеологии Возрождения был итальянский гуманист, писатель и историк, один из знаменитейших учёных  — Леонардо Бруни. Времена кризиса во Флоренции были периодом, когда творили знаменитые мастера раннего Возрождения, такие как Гиберти, Донателло, Рафаэль и Брунеллески. Распространяемые в это время в народе республиканские идеи, оказали огромное влияние на всю эпоху Возрождения.

## История

### Международные отношения
Северная Италия и верхняя Центральная Италия были разделены на множество враждующих городов-государств, самыми могущественными были Милан, Флоренция, Пиза, Сиена, Генуя, Феррара, Мантуя, Верона и Венеция.
В средневековой Северной Италии долгое время продолжалась затяжная битва за господство между силами папства и Священной Римской империи. Отдельные города присоединялись то к одной воюющей стороне, то к другой. В Италии борьба мелких областей повела впоследствии к образованию более обширных государств верхней и средней Италии и почти во всех городах отдала власть в руки отдельных лиц. Это способствовало возникновению культуры Возрождения, так как талантливые люди, устраняемые от общественной и военной деятельности, с большим рвением отдавались искусству и литературе. В ходе итальянских войн во Флоренции утвердилось господство Медичи.
С XIII века армии состояли в основном из наёмников, процветающие города-государства могли нанимать наемников. В XV веке самые могущественные города-государства завоевывали своих соседей. Флоренции досталась Пизы в 1406 году, Венеция захватила Падую и Верону, герцогство миланское завоевало ряд близлежащих областей, включая области Павия и Парма.
Первая часть эпохи Возрождения видела почти постоянные войны на суше и на море, когда города-государства соперничали за первенство. На суше войны проводились с помощью армии наёмников, известных как кондотьеры со всей Европы, но чаще из Германии и Швейцарии. Наёмники не были готовы неоправданно рисковать своей жизнью и войны в основном состояли из осад и манёвров с несколькими генеральными сражениями. В интересах наёмников обеих сторон было продлить любой конфликт, чтобы продолжить свою работу. Наёмники были постоянной угрозой для их работодателей; если им платили, они воевали против своего покровителя. Государство полностью зависело от наёмников, с их стороны был соблазн захватить государство, что и происходило в ряде случаев.
В море итальянские города-государства посылали флоты на битву. Главными претендентами на первенство были Пиза, Генуя и Венеция. Венеция оказалась более сильным противником, и с упадком Генуэзские власти в XV веке Венеция стала превалирующей на морях.
На суше после десятилетий борьбы между Флоренцией, Миланом и Венецией, эти три державы отложили в сторону свои разногласия и в 1454 году согласились на Лодийский мир. Мирный договор соблюдался около сорока лет.

### Флоренция при Медичи
До конца XIV века, до правления во Флоренции Медичи, ведущим был богатый тосканский род Альбицци, сделавший своё состояние на организации суконных мануфактур и поставках шерсти. В 1293 году была принята конституция Флоренции — «Установления справедливости». Конституция лишала аристократические феодальные фамилии политических и гражданских прав. Знатные семьи должны были выселяться из города. Реальная власть переходила к «старшим цехам», «жирному народу». Правительством Флоренции становился орган городского самоуправления синьория.
Во Флоренции строились многочисленные дворцы, которые окружали виллы, процветало купечество. В 1298 году одна из ведущих банковских семей Европы, Бонсигнори (Bonsignoris), была доведена до банкротства, вследствие чего город Сиена потерял статус банковского центра Европы.
С 1382 по 1434 год самым могущественным во Флоренции считался богатый тосканский род Альбицци. Он долгое время на равных соперничал с родом Медичи. Во время восстания чомпи (1378) дом Альбицци был сожжён, а сами Альбицци бежали. С 1382 года они фактически возглавляли правительство Флоренции. В 1434 году власть Альбицци сверг Козимо Медичи, сами Альбицци покинули Флоренцию.
Медичи управляли крупнейшим в Европе банком Медичи, а также множеством других предприятий во Флоренции и других местах. В начале XV века Джованни Медичи достиг высших должностей, а в 1434 году его сын Козимо, воспользовавшись недовольством народа знатью за частые войны и тяжёлые налоги, захватил в свои руки власть. С этих пор до конца столетия фамилия Медичи управляет республикой и приобретает громкую известность покровительством всем направлениям Ренессанса. Козимо Медичи был очень популярен среди горожан, в основном, за стабильность и процветание города. Одним из его наиболее важных достижений было переговоры о Лодийском мире с Франческо Сфорца, заканчивающим десятилетия войны с Миланом. Козимо был также важным покровителем искусств.
При сыне Козимо, Пьеро ди Козимо, популярность Медичи уменьшилась: против них был составлен заговор, который хотя и окончился неудачей, но вовлёк Флоренцию в войну с Венецией.
В 1469 году бразды правления перешли к двадцатиоднолетнему внуку Козимо — Лоренцо, который был известен как «Лоренцо великолепный». Лоренцо был первым из семьи, который с малых лет воспитываются в гуманистических традициях и известен как один из основных покровителей искусств Ренессанса. При Лоренцо Медичи было закреплено создание нового Совета семидесяти, во главе которого был сам Лоренцо. Лоренцо был менее успешным в бизнесе, чем его прославленные предки, и коммерческая империя Медичи постепенно размывалась. Лоренцо продолжил союз с Миланом, но отношения с папой испортились, и в 1478 году Папские агенты в союзе с семьёй Пацци организовали покушение на Лоренцо. Заговор среди флорентийских патрициев и их сторонников не удался, однако младший брат Лоренцо, Джулиано, был убит. Убийство не привело к войне с Папством, но было использовано в качестве оправдания для дальнейшей централизации власти в руках Лоренцо. Заговор Пацци в 1478 году и убийство Джулиано только усилило влияние Медичи.

### Распространение идей
В средних веках искусство считалось ремеслом. В нём преобладала некая практическая цель. Так, церковные здания были призваны привести человека ближе к Богу и укрепить его в вере. Это было особенно заметно в готическом стиле, который характеризуется впечатляющими структурами. Строитель и художник рассматривался как ремесленник.
Этот взгляд на искусство изменился в эпоху Возрождения. В это время взгляд на изобразительное искусство стала частью интеллектуального видения. Искусство впервые в истории стало связываться с теорией красоты. Эту взаимосвязь между интеллектом и искусством гуманисты нашли в трудах Платона и Аристотеля. Эти греческие мыслители оказывали существенное влияние на теорию искусства эпохи Возрождения.
Возрожденные идеи Ренессанса распространялись из Флоренции в соседние государства Тосканы, такие как Сиена и Лукка. Тосканская культура, особенно литература, вскоре стала образцом для всех государств Северной Италии и Тосканы. В 1447 году к власти в Милане пришел Франческо Сфорца. Средневековый город стал превращаться в крупный центр искусства и науки, на то обратил Леоне Баттиста Альберти. Венеция была одним из самых богатых городов, поскольку контролировала Адриатическое море. Она также стала центром культуры Возрождения, особенно архитектуры.
В небольших городах, таких как Феррара, Мантуя под Гонзага, Урбино под управлением Федерико да Монтефельтро возникло меценатство. Неаполь в эпоху Возрождения находился под патронажем Альфонсо I, который завоевал Неаполь в 1443 году и поощрял художников, таких как Франческо Лаурана и Антонелло да Мессина и писателей, таких как поэт Якопо Саннадзаро и ученый-гуманист Анджело Полициано.
В 1417 году папский престол вернулся в Рим, но бывшие имперские города оставались бедными и в значительной степени находились в руинах в течение первых лет эпохи Возрождения. Великая трансформация началась при папе Николае V, который стал понтификом в 1447 году. Ученый-гуманист Энея Сильвия Пикколомини стал папой Пием II в 1458 году. Постепенно папство подпало под контроль богатых семей, таких, как Медичи и Борджиа. Дух Ренессансного искусства и философии стали доминировать в Ватикане. Папа Сикст IV выдал заказ на строительство Сикстинской капеллы. Папы же стали светскими правителями в папском государстве.
Характер Ренессанса изменился в конце XV века. Ренессансный идеал был полностью принят правящим классом и аристократией. В эпоху раннего Ренессанса многие из ведущих художников нижнего или среднего класса стали аристократами.

### Население
Как культурное движение, итальянское Возрождение затронуло лишь небольшую часть населения. Италия была самым урбанизированным регионом Европы, но три четверти людей были ещё сельскими жителями. Для этой части населения жизнь оставалась практически неизменной со Средних веков. Классический феодализм никогда не был определяющим в Северной Италии, большинство крестьян работали на частных фермах или в качестве издольщиков.
Разные ситуации наблюдались в городах. В них жила аристократия средневекового королевства. Эта группа людей составила слой покровителей мастеров культуры. Члены городской элиты были готовы платить большие деньги за дворянский титул или права на свой герб. Под ними находился класс ремесленников и членов гильдии, которые жили комфортабельной жизнью и имели значительное влияние в республиканских правительствах. Все это составляло резкий контраст с остальной Европой, где ремесленники были низшим классом. Грамотные и образованные, эти люди действительно участвовали в развитии культуры в эпоху Возрождения. Самую большую группу городского населения составляли малоквалифицированные рабочие и безработные. Как и на крестьян, эпоха Возрождения оказала на них малое влияние. Правящий класс контролировал в сотни раз больший дохода. Некоторые историки видят в этом неравном распределении богатств подспорье для эпохи Возрождения, поскольку искусство находится под патронажем очень богатых людей.
Для средневекового человека вся жизнь от рождения до смерти регулировались христианской верой. Верой определялось и поведение человека. В эпоху Возрождения люди стали относиться к этому менее ответственно. Многочисленные отзывы современников показывают, что в век Рафаэля прихожане могли разговаривать во время мессы или пройти через церковь. В церкви люди могли есть, пить, танцевать, играть в азартные игры и заниматься попрошайничеством. Церковные здания использовались как склады.
В городах Италии значительную часть населения составляло духовенство. По разным оценкам, население Флоренции в 1427 году составляло около 38 000 человек. Среди них было около 300 священников и более 1100 монахов. Со временем число священников увеличилось. Между духовенством и мирянами не было больших различий, священники могли работать, к примеру, каменщиками или быть военными.
Большинство пап эпохи Возрождения вела образ жизни светских князей. Реконкиста, а затем расширение Папской курии, казалось, было их главной задачей. Папская курия была предназначена, главным образом, для получения максимального дохода. Богатые папы и кардиналы становились покровителями искусства и архитектуры, взяв на себя инициативу по строительству архитектурных достопримечательностей.
Роль пап, как покровителей искусства, увеличилась в XV веке. Поскольку папы после 1309 года остались в Авиньоне (все папы в 1309—1378 годах были французами), то Рим оставался архитектурно слаборазвитым городом, по сравнению с другими крупными городами Италии. В последующем папа Николай V основал библиотеку Ватикана. Папа Сикст IV принял решительные меры по украшению Рима. Он начал большой проект по модернизации и реконструкции Рима, расширение его улиц и сносу ветхих строений. Папа спонсировал работу над Сикстинской капеллой. Папа Юлий II был покровителем искусств. Его преемник, Лев X, известен покровительством Рафаэля.
Британский историк культуры Питер Берк в свое время составил список из 600 известных писателей, ученых и художников, которые определили образ Итальянского Возрождения. Среди этих людей он назвал только трех женщин: поэтесс Виттория Колонна (Vittoria Colonna), Веронику Гамбара и Туллию Дарагона (Tullia d’Aragona). Среди ученых гуманистов он отметил Изотту Ногарола. В Эпоху возрождения ученость женщин расценивалась, как нечто неестественное, и даже, как в случае с Изоттой Ногарола, связанное с особым образом жизни (никогда не выходила замуж и неоднократно подчёркивала собственную девственность, религиозное одиночество). С шестнадцатого века среди известных писателей и художников стало больше женщин, среди них первая известная художница эпохи Ренессанса Софонисба Ангвиссола и художница болонской школы Лавиния Фонтана.
Возрождение не было периодом великих социальных или экономических потрясений, оно касалось только культурного и политического развития. Некоторые историки, такие как Роджер Осборн утверждали, что «Ренессанс представляет собой сложное понятие, поскольку история Европы совершенно неожиданно превращается в историю итальянской живописи, скульптуры и архитектуры».

### Позднее Возрождение
Окончание эпохи Возрождения размыто во времени. Для многих он совпал с приходом к власти во Флоренции аскетичного монаха Джироламо Савонарола. В 1494—1498 годах процветание независимых городов сходило на нет. Триумфальное возвращение к власти Медичи отметило начало последней фазы в искусстве под названием Маньеризм.
Медичи вернули к власти великих князей Тосканы, но встречное движение церкви продолжались. В 1542 году была сформирована Святая инквизиция. Через несколько лет был создан Индекс запрещённых книг. Величайшим просветителем итальянского Высокого Возрождения в это время был Джулио Кловио. Кловио прославился превосходными миниатюрами, которыми, по заказу владетельных особ, знатных лиц и богатых монастырей, украшал молитвенники, богослужебные книги и другие рукописи.
Не менее важным для возрождения был конец политической стабильности, связанный с итальянскими войнами, которые продолжались в стране в течение нескольких десятилетий. Они начались в 1494 году с вторжения во Франции, которое привело к масштабным разрушениям на севере Италии и завершилось потерей независимости многих городов-государств. Наиболее разрушительным было разграбление Рима испанскими и немецкими войсками в 1527 году. Результатом этого стала невозможность папством осуществлять покровительство искусству и архитектуры.
Ряд итальянских художников предпочло эмиграцию из страны. Самым ярким примером был Леонардо да Винчи, который в 1516 году уехал во Францию. Других итальянских художников приглашали на работу во Францию. Ими в стиле итальянского Ренессанса создавался дворец Шато-де-Фонтенбло (Приматиччо и Бенвенуто Челлини), в школе Фонтенбло работали итальянские художники.
Король Франциск I приглашал во Францию известных итальянских художников Леонардо и Микеланджело, который не откликнулся на приглашение короля, архитекторов Виньолу и Серлио, ювелира Челлини, который в Фонтенбло создавал по заказу Франциска свою знаменитую салиеру.
Из Фонтенбло новый стиль маньеризм перекочевал в Антверпен, а оттуда — по всей Северной Европе.
Расширялись важнейшие торговые пути средиземноморской Европы. В 1498 году Васко да Гама достиг Индии, с этой даты основной маршрут товаров с Востока проходил через Атлантику в порты Лиссабона, Севильи, Нанта, Бристоля и Лондона.

## Культура